# Johann Georg Wittich
Johann Georg Wittich (* 19. November 1712 in Crumstadt; † 1. Mai 1776 in Darmstadt) war Jurist. Von seiner Frau übernahm er deren Druckerei und Verlag, die fortan für fast 200 Jahre unter seinem Namen geführt wurde: die Hofbuchdruckerei L. C. Wittich.

## Familie
Die Familie war evangelisch. Der Vater, Johann Sebastian Wittich (1677–1750), war Oberschultheiß in Crumstadt. Die Mutter war Johanna Maria (1688–1727), geborene Stumpf, Tochter von Ludwig Stumpf, Pfarrer und Metropolitan in Biedenkopf.
Johann Georg Wittich heiratete am 12. Juni 1764 in Nieder-Beerbach Maria Juliana Eylau, (* 25. November 1743 in Darmstadt; † 1. Mai 1784 in Darmstadt). Sie war die Tochter und Erbin des Fürstlich-Hessischen Hofkanzlei-Buchdruckers Gottfried Heinrich Eylau in Darmstadt und dessen Frau, Maria Juliane, geborene Forter.
Aus der Ehe gingen zahlreich Kinder hervor:
- Philipp Moritz (1767–1832), Richter am Stadtgericht Gießen.
- Ludwig Carl (1771–1839), folgte dem Vater als Verleger und Buchdrucker in der Hofbuchdruckerei L. C. Wittich in Darmstadt.
- Susanna Magdalena (1772–1797). Sie heiratete 1797 den Pfarrer Christian Philipp Walther († 1811 in Weiterstadt).
- Ludwig Wilhelm (1773–1844), Verleger, Buchhändler und Kunsthändler in Berlin
- Helene Amalie, verheiratet mit Christian Philipp Walther, Professor in Mainz
- Weitere fünf Kinder, die alle kurz nach der Geburt oder noch als Kinder starben.

## Werdegang
Johann Georg Wittich studierte ab 1729 Rechtswissenschaften an der Universität Gießen und an sächsischen und holländischen Universitäten. Anschließend war er Hofmeister in Straßburg, Lausanne, Genf und Paris.
Ab 1747 hatte Johann Georg Wittich die Stelle eines Sekretärs beim kaiserlichen Gesandten von Widmann inne. 1757 wechselte er in die Landgrafschaft Hessen-Darmstadt, als er dort die Stelle eines Sekretärs in der Geheimen Kanzlei des Langrafen erhielt. In Darmstadt lernte er seine Frau kennen, die als Alleinerbin die vom Vater übernommene Buchdruckerei und dessen Verlag weiterführte. Damit er in die Buchdruckerei einsteigen konnte, musste Johann Georg Wittich – es herrschte Zunftzwang und örtlich zuständig war die Buchdruckerzunft in Frankfurt am Main – noch in seinem relativ hohen Alter 1764–1765 eine Buchdruckerlehre – wohl im Betrieb seiner Frau – absolvieren. Die eigentlich vier Jahre dauernde Lehrzeit wurde auf zwei Jahre verkürzt, die beiden letzten Jahre wurden ihm erlassen. Es floss wohl auch Geld.
Johann Georg Wittich übernahm Verlag und Druckerei 1766, zog mit dem Unternehmen in die Alexanderstraße 9 in Darmstadt und führte es unter der Firma „Hofbuchdruckerei Wittich“. Unter seiner Leitung erschienen weiter die „Pirvilegirte Wochenzeitung“ – Vorläufer des Darmstädter Tagblatts – und das „Frag- und Anzeigungs-Blättgen“, Darmstadts erste Tageszeitung. Im Auftrag des Kriegsrats und Literaten Johann Heinrich Merck druckte er Frühwerke von Johann Wolfgang von Goethe, darunter den Götz von Berlichingen, und 1771 die Oden und Elegien von Friedrich Gottlieb Klopstock.

## Ehrungen
1765 erhielt er den Titel eines „Geheimen Sekretärs“, 1770 den Titel eines „Fürstlichen Hofrats“.